# Perfecto Records
Perfecto Records – brytyjska wytwórnia płytowa z siedzibą w Londynie założona w 1989 roku przez angielskiego DJ-a i producenta muzycznego Paula Oakenfolda. Wydawnictwo posiada również oddziały: 48K (Forty Eight K Records), Perfecto Black, Perfecto Digital, Perfecto FC, Perfecto Fluoro (w USA) oraz Perfecto Red.
We wrześniu 2010 roku wytwórnia dołączyła do Armada Music

## Artyści
- Paul Oakenfold
- Infected Mushroom
- Hernan Cattaneo
- BT
- Man With No Name
- Timo Maas
- Quivver
- Beatman and Ludmilla
- Richard Beynon
- Nat Monday
- Kenneth Thomas
- Bad Apples
- Spitfire
- Robert Vadney
- Jan Johnston